# Ann Dvorak
Pour les articles homonymes, voir Dvorak.
Ann Dvorak est une actrice américaine, née Anna McKim le 2 août 1912 à New York (État de New York) et morte le 10 décembre 1979 à Honolulu (Hawaï).

## Biographie
Fille de l'actrice de muet Anna Lehr, Ann Dvorak apparaît pour la première fois au cinéma à quatre ans, dans le film américain Ramona (1916). Elle commença à travailler pour la MGM à la fin des années 1920 comme professeur de danse puis tourna dans des films comme choriste. Son amie Joan Crawford la présenta à Howard Hughes, qui en fit une actrice dramatique. Elle se révéla au grand public dans Scarface (1932), dans le rôle de la sœur de Paul Muni ; puis elle connut le succès avec Une allumette pour trois (1932) dans le rôle tragique de Vivian, aux côtés de Joan Blondell et de Bette Davis ; dans Love Is a Racket (1932) ; et dans Sky Devils (1932) où elle donne la répartie à Spencer Tracy.
Réputée pour son style et son élégance, elle était l'une des stars de la Warner Brothers dans les années 1930, et tint les premiers rôles dans plusieurs films sentimentaux et mélodrames. Elle mit un terme à son contrat lorsqu'elle apprit que l'enfant qui jouait son fils dans Une allumette pour trois recevait le même cachet qu'elle. Elle se produisit désormais elle-même, mais si elle trouva toujours des rôles à jouer, la qualité des scripts déclina rapidement. On la retrouve ainsi comme la secrétaire Della Street (en) de Perry Mason interprété par Donald Woods dans The Case of the Stuttering Bishop (en) (1937). Elle se produisait également sur les planches à Broadway. Plus tard, mariée un temps à l'acteur et réalisateur britannique Leslie Fenton, elle tournera ainsi une poignée de films au Royaume-Uni, tout en participant à l'effort de guerre comme ambulancière, Son interprétation d'entraîneuse de saloon dans Règlement de comptes à Abilene Town (1946) est inoubliable.
Après un dernier film en 1951 et quelques séries pour la télévision de 1950 à 1952, elle met un terme définitif à sa carrière, à la suite de son mariage avec son troisième et ultime époux, Nicholas Wade († 1975). Elle passa ses années de retraite dans l'anonymat et mourut d'un cancer de l'estomac à Honolulu.
Outre "Ann Dvorak", elle est quelquefois créditée (à ses débuts) "Anna Lehr" ou "Baby Anna Lehr" ou encore "Ann McKim".
Une étoile lui est dédiée sur le Walk of Fame d'Hollywood Boulevard.

## Filmographie partielle
- 1916 : Ramona de Donald Crisp
- 1917 : The Man Hater d'Albert Parker
- 1920 : The Five Dollar Plate de J. Gordon Cooper et Carl Harbaugh (Court métrage)
- 1930 : Chasing Rainbows de Charles Reisner (non créditée)
- 1931 : Élection orageuse (Politics) de Charles Reisner (non créditée)
- 1931 : Aimer, rire, pleurer (This Modern Age) de Nick Grinde (non créditée)
- 1931 : The Phantom of Paris de John S. Robertson
- 1932 : Sky Devils de A. Edward Sutherland
- 1932 : Scarface de Howard Hawks
- 1932 : Sky Devils de A. Edward Sutherland
- 1932 : The Crowd Roars de Howard Hawks
- 1932 : L'Étrange Passion de Molly Louvain (The Strange Love of Molly Louvain) de Michael Curtiz
- 1932 : Love is a Racket de William A. Wellman
- 1932 : Crooner de Lloyd Bacon
- 1932 : Une allumette pour trois (Three on a Match) de Mervyn LeRoy
- 1933 : L'Amour guide de Norman Taurog
- 1933 : College Coach de William A. Wellman
- 1934 : Massacre d'Alan Crosland
- 1934 : Heat Lightning (en) de Mervyn LeRoy
- 1934 : Midnight Alibi (en) d'Alan Crosland
- 1934 : Femme d'intérieur (Housewife) d'Alfred E. Green
- 1934 : Side Streets (en) d'Alfred E. Green
- 1934 : I sell anything (en) de Robert Florey
- 1935 : Sweet Music d'Alfred E. Green
- 1935 : Votez pour moi (Thanks a Million) de Roy Del Ruth
- 1935 : Les Hors-la-loi ('G' Men) de William Keighley
- 1935 : Dans le décor (Bright Lights) de Busby Berkeley
- 1935 : Dr. Socrates (en) de William Dieterle
- 1937 : We Who Are About to Die de Christy Cabanne
- 1937 : She's no Lady de Charles Vidor
- 1938 : Madame et son clochard (Merrily we live) de Norman Z. McLeod
- 1938 : La Loi de la pègre (Gangs of New York) de James Cruze
- 1939 : L'Étrange Rêve (Blind Alley) de Charles Vidor
- 1939 : Stronger than Desire de Leslie Fenton

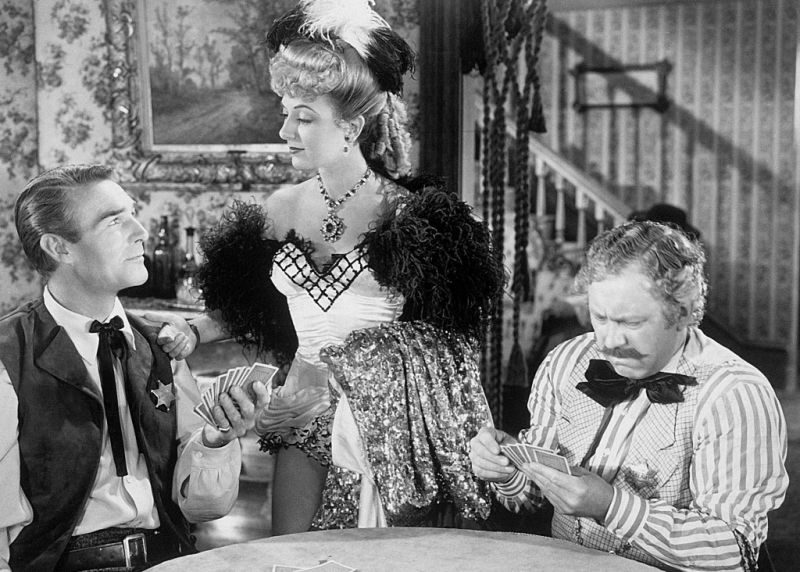
De gauche à droite : Randolph Scott, Ann Dvorak et Edgar Buchanan, dans Règlement de comptes à Abilene Town (1946)

- 1940 : Cafe Hostess de Sidney Salkow
- 1942 : This was Paris de John Harlow
- 1943 : Squadron Leader X de Lance Comfort
- 1945 : La Belle de San Francisco (Flame of Barbary Coast) de Joseph Kane
- 1945 : Mascarade à Mexico (Masquerade in Mexico) de Mitchell Leisen
- 1946 : Règlement de comptes à Abilene Town (Abilene Town) d'Edwin L. Marin
- 1947 : Out of the Blue de Leigh Jason
- 1947 : Bel-Ami (The Private Affairs of Bel Ami) d'Albert Lewin
- 1947 : La Longue Nuit (The Long Night) de Anatole Litvak
- 1948 : The Walls of Jericho de John M. Stahl
- 1950 : Celle de nulle part (Our very Own) de David Miller
- 1950 : Ma vie à moi (A Life of her Own) de George Cukor
- 1950 : The Return of Jesse James d'Arthur Hilton
- 1950 : Mrs. O'Malley and Mr. Malone de Norman Taurog
- 1951 : J'étais une espionne américaine (I was an American Spy) de Lesley Selander
- 1951 : L'Énigme du lac noir (The Secret of Convict Lake) de Michael Gordon